# Olbernhau
Olbernhau település Németországban, azon belül Szászország tartományban. Lakosainak száma 10 307 fő (2023. december 31.). Olbernhau Brandov, Kalek, Hora Svaté Kateřiny, Marienberg, Pockau-Lengefeld, Großhartmannsdorf, Dorfchemnitz, Sayda, Heidersdorf, Seiffen/Erzgeb. és Deutschneudorf községekkel határos.

## Népesség
A település népességének változása:
| Lakosok száma | 11 156 | 10 991 | 10 570 | 10 458 | 10 307 |
|               | 2017   | 2019   | 2021   | 2022   | 2023   |